# Максуд Шах
Максуд Шах (1864—1930) (Шах Мексут, кит.: 沙木胡索特; уйг. مقصود شاه) — уйгурський джасагський князь (ціньван) Кумульського ханства в Китаї з 1882 по 1930 рік, він був останнім правителем династії Борджигідів.

## Тло
Максуд Шах був ханом Кумула з 1882 по 1930 рік і був правителем ханства в одинадцятому поколінні.
Сім'я Максуда походила від Чагатай-хана і правила цією територією з часів династії Юань, хоча до ХХ століття всі інші ханства в Туркестані розпалися. Максуд розмовляв тюркською мовою з китайським акцентом і часто носив китайський одяг, а також вільно розмовляв китайською. Відомо, що він пив багато алкоголю і не дозволяв нікому його фотографувати.

## Правління
У 1882 році Максуд-шах змінив свого дядька Мухаммада-шаха на посаді правителя Кумульського ханства. Хани офіційно були васалами династії Цін, і кожні шість років повинні були відвідувати Пекін, щоб бути слугами імператора протягом 40 днів. На відміну від решти Сіньцзяну, який був підданий державному заселенню, Кумульське ханство не було відкрито для поселення ханьцями. Як данину імператору він послав дині.
Під керівництвом хана Кумулом керував двадцять один бег, і він отримав 1200 таелів сріблом від уряду Сіньцзяну після того, як надіслав данину.
У 1912 році під час Сіньхайської революції династія Цин була повалена та замінена Китайською Республікою, яка негайно призначила Ян Цзенсіня новим губернатором Сіньцзяна. Ян був монархістом і підтримував ханство, і в результаті васальний статус ханства не був порушений.
Коли Ян Цзенсінь був убитий у 1928 році, на посаді губернатора Сіньцзяна його змінив воєначальник-губернатор Цзінь Шурень, період правління якого був відзначений чварами, корупцією та етнічною нетерпимістю.
Після смерті Максуд-шаха в 1930 році губернатор Цзінь Шурень замінив ханство трьома провінційними адміністративними округами Хамі, Іхе та Іу. Синові Максуд-шаха та призначеному спадкоємцю Насіру не було дозволено стати його наступником на престолі, і наступні події спровокували Кумульське повстання за сприяння Юлбарс-хана, який служив канцлером Максуда при дворі.